# Mike and Jake in the Oil Fields
Mike and Jake in the Oil Fields (o The Stinger Stung) è un cortometraggio del 1913 diretto da Allen Curtis. Prodotto e distribuito dall'Universal Film Manufacturing Company (con il nome Joker), uscì in sala il 22 novembre 1913.